# Fifty/Fifty (film, 1992)
Pour les articles homonymes, voir Fifty-Fifty.
Pour plus de détails, voir Fiche technique et Distribution.
Fifty/Fifty est un film américain réalisé par Charles Martin Smith en 1992.

## Synopsis
À la demande de la CIA, Jake Wyer (Peter Weller) et Sam French  (Robert Hays) débarquent à Tengara, un pays dirigé par un dictateur sanguinaire. Leur mission est d'éliminer le despote.

## Fiche technique
- Réalisateur : Charles Martin Smith
- Scénariste : Dennis Shryack, Michael Butler
- Costumes : Terry Dresbach
- Décors : Lal Harindranath
- Photographe : David Connell
- Musique : Peter Bernstein
- Producteurs : Peter Shepherd, Maurice Singer, Raymond Wagner
- Société de production et de distribution : Cannon Group
- Pays :  États-Unis
- Langue : anglais
- Format : Couleur - Dolby
- Genre : Action, aventure
- Durée : 101 min
- Date de sortie : 
  - Royaume-Uni : 9 juin 1992 (Vidéo)
  - États-Unis : 26 février 1993

## Distribution
- Peter Weller : Jake Wyer
- Robert Hays : Sam French
- Charles Martin Smith : Martin Sprue
- Ramona Rahman : Suleta
- Kay Tong Lim : Akhantar
- Dom Magwili : Le général Bosavi
- Azmil Mustapha : Le colonel Kota
- Dharma Harun Al-Rashid : Sentul
- Os : Jamik
- Ursula Martin : Liz Powell
- Sharudeen Tamby : Le colonel Seng